# Vince Dunn
Vince Dunn (* 29. října 1996 Mississauga, Ontario) je kanadský profesionální obránce ledního hokeje hrající za klub Seattle Kraken v severoamerické lize National Hockey League (NHL). Byl draftován ve druhém kole z 56. místa při draftu do NHL v roce 2015. V roce 2019 vyhrál s Blues Stanley Cup.

## Hráčská kariéra
S hokejem začal v týmu Peterborough Petes. V roce 2012 byl draftován do OHL ze 109. místa týmem Niagara IceDogs. Celou sezónu 2012-13 ovšem ještě odehrál za tým Thorold Blackhawks v lize Greater Ontario Junior Hockey League. Na další sezónu se již připojil k IceDogs.
V sezóně 2013–14 měl nejvíce kanadských bodů (33 v 63 zápasech) ze všech obránců nováčků v OHL. V sezóně 2014-15 získal 56 bodů v 68 hrách. Během vstupního draftu NHL 2015 byl z 56. místa draftován týmem St. Louis Blues, jakožto první volba tohoto týmu v tomto draftu. 25. září 2015 podepsal s Blues tříletou nováčkovskou smlouvu.
Sezónu 2015–16 odehrál v OHL. Na sezónu 2016–17 byl Blues poslán do týmu Chicago Wolves v American Hockey League (AHL). Zde udělal dojem svým pohybem s pukem a vedl Wolves v bodování obránců s 13 góly a 45 body v 72 zápasech.
Sezónu 2017–18 již odstartoval v NHL. Debut si odbyl proti obhajujícím šampiónům Pittsburgh Penguins 4. října 2017 v zápase, který Blues vyhráli 5–4 v prodloužení. 12. října 2017 vstřelil svůj první gól v NHL v zápase proti Florida Panthers.
V roce 2019 vyhrál s Blues Stanley Cup, první v 52leté historii tohoto klubu. Ve 20 zápasech play-off získal 8 bodů.

## Reprezentace
12. dubna 2018 byl Dunn nominován do mužstva Kanady na Mistrovství světa v ledním hokeji 2018, ale kvůli zranění byl nahrazen Joshem Bailey.

## Statistiky

### Klubové statistiky
| Sezóna      | Klub            | Soutěž      |     | Základní část | Základní část | Základní část | Základní část | Základní část |   | Play off | Play off | Play off | Play off | Play off |
| Sezóna      | Klub            | Soutěž      | Z   | G             | A             | B             | TM            | Z             | G | A        | B        | TM       |          |          |
| 2013–14     | Niagara IceDogs | OHL         | 63  | 5             | 28            | 33            | 45            | 7             | 0 | 1        | 1        | 2        |          |          |
| 2014–15     | Niagara IceDogs | OHL         | 68  | 18            | 38            | 56            | 59            | 8             | 6 | 4        | 10       | 22       |          |          |
| 2015–16     | Niagara IceDogs | OHL         | 52  | 12            | 31            | 43            | 52            | 12            | 5 | 7        | 12       | 10       |          |          |
| 2016–17     | Chicago Wolves  | AHL         | 72  | 13            | 32            | 45            | 71            | 10            | 1 | 5        | 6        | 20       |          |          |
| 2017–18     | St. Louis Blues | NHL         | 75  | 5             | 19            | 24            | 20            | —             | — | —        | —        | —        |          |          |
| 2017–18     | Chicago Wolves  | AHL         | 2   | 1             | 1             | 2             | 2             | —             | — | —        | —        | —        |          |          |
| 2018–19     | St. Louis Blues | NHL         | 78  | 12            | 23            | 35            | 45            | 20            | 2 | 6        | 8        | 8        |          |          |
| 2019–20     | St. Louis Blues | NHL         | 71  | 9             | 14            | 23            | 27            | 9             | 0 | 3        | 3        | 8        |          |          |
| 2020–21     | St. Louis Blues | NHL         | 43  | 6             | 14            | 20            | 18            | —             | — | —        | —        | —        |          |          |
| 2021–22     | Seattle Kraken  | NHL         | 73  | 7             | 28            | 35            | 63            | —             | — | —        | —        | —        |          |          |
| 2022–23     | Seattle Kraken  | NHL         | 81  | 14            | 50            | 64            | 55            | 14            | 1 | 6        | 7        | 22       |          |          |
| 2023–24     | Seattle Kraken  | NHL         | 59  | 11            | 35            | 46            | 78            | —             | — | —        | —        | —        |          |          |
| NHL celkově | NHL celkově     | NHL celkově | 480 | 64            | 183           | 247           | 306           | 43            | 3 | 15       | 18       | 38       |          |          |

## Ocenění
| Cena                          | Rok  |       |
| ----------------------------- | ---- | ----- |
| OHL                           |      |       |
| Tým CHL Top Prospects         | 2015 | [ 8 ] |
| NHL                           |      |       |
| Stanley Cup (St. Louis Blues) | 2019 | [ 9 ] |